# Palaeomicroides marginella
Palaeomicroides marginella là một loài bướm đêm thuộc họ Micropterigidae. Nó được Issiki miêu tả năm 1931. Loài này có ở Đài Loan.
Chiều dài cánh trước là 4.3–5 mm đối với con đực và 4.6-4.9 mm đối với con cái.